# John Carl Buechler
John Carl Buechler (Belleville, Illinois, 18 de junio de 1956-Los Ángeles, 17 de marzo de 2019) fue un director de cine, guionista, maquillador y especialista en efectos especiales estadounidense. Nació en Belleville, Illinois, y es probablemente más reconocido por haber dirigido la séptima película de la franquicia de Viernes 13, Friday the 13th Part VII: The New Blood y por sus efectos especiales en la cinta From Beyond.

## Filmografía

### Director
- The Dungeonmaster (1984)
- Troll (1986)
- Cellar Dweller (1988)
- Friday the 13th Part VII: The New Blood (1988)
- Ghoulies III: Ghoulies Go to College (1991)
- Watchers Reborn (1998)
- A Light in the Forest (2002)
- Deep Freeze (2003)
- Curse of the Forty-Niner (2003)
- Grandpa's Place (2004)
- Saurian (2006)
- The Strange Case of Dr. Jekyll and Mr. Hyde (2006)
- The Eden Formula (2006)
- Dark Star Hollow (2011)

### Guionista
- The Dungeonmaster (1984)
- Troll (1986)
- Demonwarp (1988) (historia)
- Saurian (2006)
- The Eden Formula (2006)

### Actor
- Hatchet (2006) (Jack Cracker)
- Hatchet II (2010) (Jack Cracker)